# Mauricio Atamaint
Mauricio Fabián Atamain Antuash – ekwadorski zapaśnik walczący w obu stylach. Siedmiokrotnie startował na mistrzostwach panamerykańskich, zdobył brązowy medal w 2006. Trzykrotny medalista na igrzyskach Ameryki Południowej, srebro w 2002. Brązowy medalista igrzysk boliwaryjskich w 2001 roku.